# Oäkta namn
Ett oäkta namn kan vara benämningen på ett namn som används om en person, förutom det borgerliga namnet. Ibland kan en person byta personnamn, och på så sätt blir ett så kallat "oäkta namn" mer äkta. Andra namn som ibland benämns som oäkta kan vara alias, smeknamn, artistnamn eller en pseudonym. Sådana namn är nödvändigtvis inte mindre äkta än namn som är registrerade hos en myndighet. För att rekvisiten ska vara uppfyllda vad gäller exempelvis olagliga former av oäkthet, såsom urkundsförfalskning, kan det krävas att någon vilseletts samtidigt som någon form av uppsåtligt vinningsrekvisit föreligger.